# Bitva o Dněpr
Boj o Dněpr byla gigantická bitva Velké vlastenecké války, která probíhala od 24. srpna do 23. prosince 1943 na obou březích řeky Dněpr na území dnešní Ukrajiny. Bitva probíhala na frontě dlouhé 1700 km. Po čtyřech měsících bojů byl osvobozen celý levý břeh Dněpru a bylo vybudováno 23 předmostí, která poskytla sovětským vojskům odrazový prostor při průniku na Ukrajinu. Tato bitva se stala jednou z nejkrvavějších vojenských operací v dějinách, při které podle různých odhadů zahynulo na obou stranách zhruba 900 tisíc vojáků.

## Stav před bitvou
Po skončení bitvy u Kurska ztratilo německé velení poslední šanci udržet na východní frontě rovnováhu sil. Hitlerovo neuvážené jednání znamenalo velké oslabení tankových a motorizovaných jednotek, které nebyly schopny vzdorovat silným útokům Rudé armády. Výrazným způsobem se aktivizovalo partyzánské hnutí, které rozvinulo zejména boj o koleje v nacistickém týlu. Sovětská vojska vytlačila Wehrmacht z ruských oblastí SSSR, Rudá armáda osvobodila Orel a Bělgorod a 23. srpna 1943 byl osvobozen ukrajinský Charkov. Už 11. srpna 1943 Hitler pochopil, že sovětskou ofenzívu jen tak nezastaví a urychleně přikázal budovat tzv. Ostwall, obrannou linii Panther-Wotan, sahající od Finského zálivu až k Azovskému moři. Nejdůležitější oporou této linie byla třetí největší evropská řeka Dněpr. Nová obranná linie však nebyla souvislá a v oblasti Dněpru neměli Němci dostatek sil na budování opevnění. Proto se soustředili na zabezpečení nejpravděpodobnějších sovětských cílů v okolí Kremenčugu, Záporoží a Nikopolu.

## Sovětské přípravy
Pokud by byly pozice na Dněpru bráněné dostatečně silnými vojenskými jednotkami, mohly teoreticky zastavit sovětský postup na dlouhé měsíce. Němci mohli z vyššího západního břehu řeky dobře pozorovat všechny přípravy sovětských vojsk a efektivně je napadat dělostřelectvem. Sověti proto potřebovali tuto obranu překonat z chodu co nejrychleji. Po neúspěších Západního a Kalininského frontu proti skupině armád Střed, při kterých se rozpoutala vlekoucí se bitva o Smolensk, se Stalin rozhodl soustředit prostředky a zálohy pro nový útok na jihu, kde pokračovaly bojové operace rychlejším tempem. Za nejdůležitější považoval obsadit významné regiony Nikopolu a úrodných ukrajinských stepí. U Smolenska vázala sovětská vojska jednotky skupiny armád Střed, které nemohly posílit skupinu armád Jih. 25. září Němci nakonec Smolensk opustili, když ho před tím zapálili.

## Bitva o Dněpr

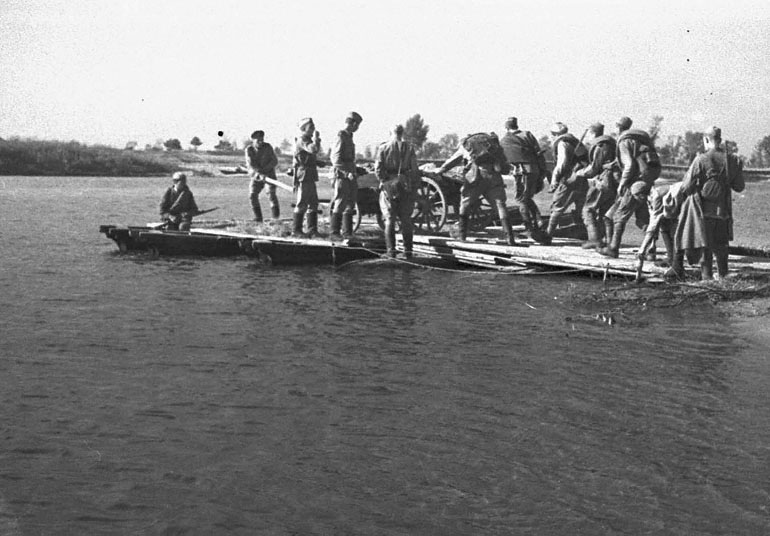
Sovětští vojáci na voru překračují Dněpr

24. srpna 1943 zahájila Rudá armáda v úseku táhnoucím se 1400 km od Smolenska až po Azovské moře rozsáhlou ofenzívu. Účastnily se jí jednotky Středního frontu (v průběhu boj byl přejmenován na 1. běloruský front) , Voroněžského frontu (přejmenovaný na 1. ukrajinský front), 2. ukrajinského frontu (zapojil se do operace později), Jihozápadního frontu (později přejmenovaný na 3. ukrajinský front), Jižního frontu (přejmenovaný na 4. ukrajinský front). Už po dvou týdnech bojů Adolf Hitler nařídil svým jednotkám, aby aplikovaly při ústupu taktiku spálené země, což znamenalo, že německá vojska likvidovala, plenila a podminovávala všechno, co mohlo sloužit nepříteli. V některých oblastech Němci násilně evakuovali i civilní obyvatelstvo, které bylo využíváno na nucené práce v Třetí říši nebo bylo využíváno k opevňovacím pracím. V oblasti Dněpru byly na straně Němců zasazeny rumunské, maďarské a slovenské jednotky. 30. října 1943 padlo při Melitopoli do zajetí Rudé armády 2000 vojáků slovenské Zajišťovací divize, na což Němci reagovali stažením slovenských vojsk do týlu. Přes početní sovětskou převahu se podařilo Mansteinovi efektivně organizovat obranu a zpomalovat sovětský postup. Jeho pozice však nešlo na otevřené stepi ubránit, a tak Rudá armáda postupovala dále k Dněpru. Dne 21. září dorazily první sovětské jednotky k Dněpru u Kaniva, kde byl však zničený most. 22. září osvobodila sovětská vojska Donbas - oblast bohatou na obrovské zásoby uhlí. Při všech těchto bojích zahnala Rudá armáda Němce o 240 km. Sověti se pokusili o získání pozic na západním břehu řeky výsadkovými operacemi, které však nesplnily očekávání. Výsadkáři se posléze uchýlili k partyzánskému vedení boje.

## Přechod Dněpru

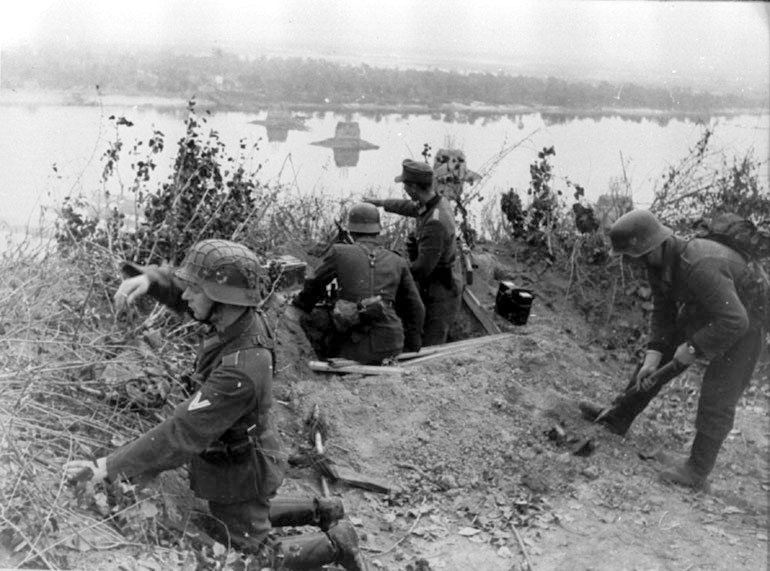
Němečtí vojáci obsazují obranné pozice na Dněpru

Když sovětská vojska dorazila k Dněpru, sovětské vedení vydalo rozhodnutí, že se nebude čekat týdny na dopravu a zbudování pontonových mostů, ale že dojde k přechodu řeky dříve, než se zformuje německá obrana. Tento přechod bylo nutné uskutečnit na více místech a "za každou cenu." Ztráty vojáků při improvizovaných přechodech přes řeku mělo kompenzovat případné krvavé dobývání zformované německé obrany v pozdější době. Plán stanovil překročení řeku na více místech, aby došlo k zmatení nepřítele a k odhalení jeho obrany a k následnému vybudování předmostí na nejslabších místech. Útok začal na 300 km dlouhém břehu takřka současně. Byla používané všechna možná plavidla, těžká technika byla přepravována na vorech, lehčí technika a lidé na loďkách, improvizovaných plavidlech, někteří vojáci plavali přes řeku, přičemž se přidržovali sudů, kmenů stromů nebo batohů naplněných slámou. Do 30. září zbudovala Rudá armáda 23 předmostí na řece Dněpru a další dvě na řece Pripjať. Němci proti nim útočili a téměř polovinu z nich zničili, nebo se Sověti stáhli sami. U zbývajících předmostí byly zbudovány pontonové mosty, které se staly cílem německých letounů. Sovětské letectvo bylo v té době již na vysoké úrovni, a tak se rozhořela i nemilosrdná bitva ve vzduchu. Němci začali podnikat stále mohutnější útoky na předmostí a způsobili sovětským vojskům těžké ztráty. Sověti však soustředili na ochranu těchto předmostí těžké dělostřelectvo a jednotky Kaťuší a opuštěna byla jen ta, která se nehodila k pokračování dalšího útoku. Sovětské nejvyšší velení dalo přednost zejména oblastem u Kremenčugu a Dněpropetrovsku. Klíčovým faktorem pro pozdější úspěšný přechod řeky bylo to, že se Rudé armádě navzdory veškerému úsilí wehrmachtu podařilo udržet několik předmostí v různých oblastech a Němci nedokázali odhadnout, ze kterého bude zahájena rozhodující ofenzíva.

## Boje za Dněprem

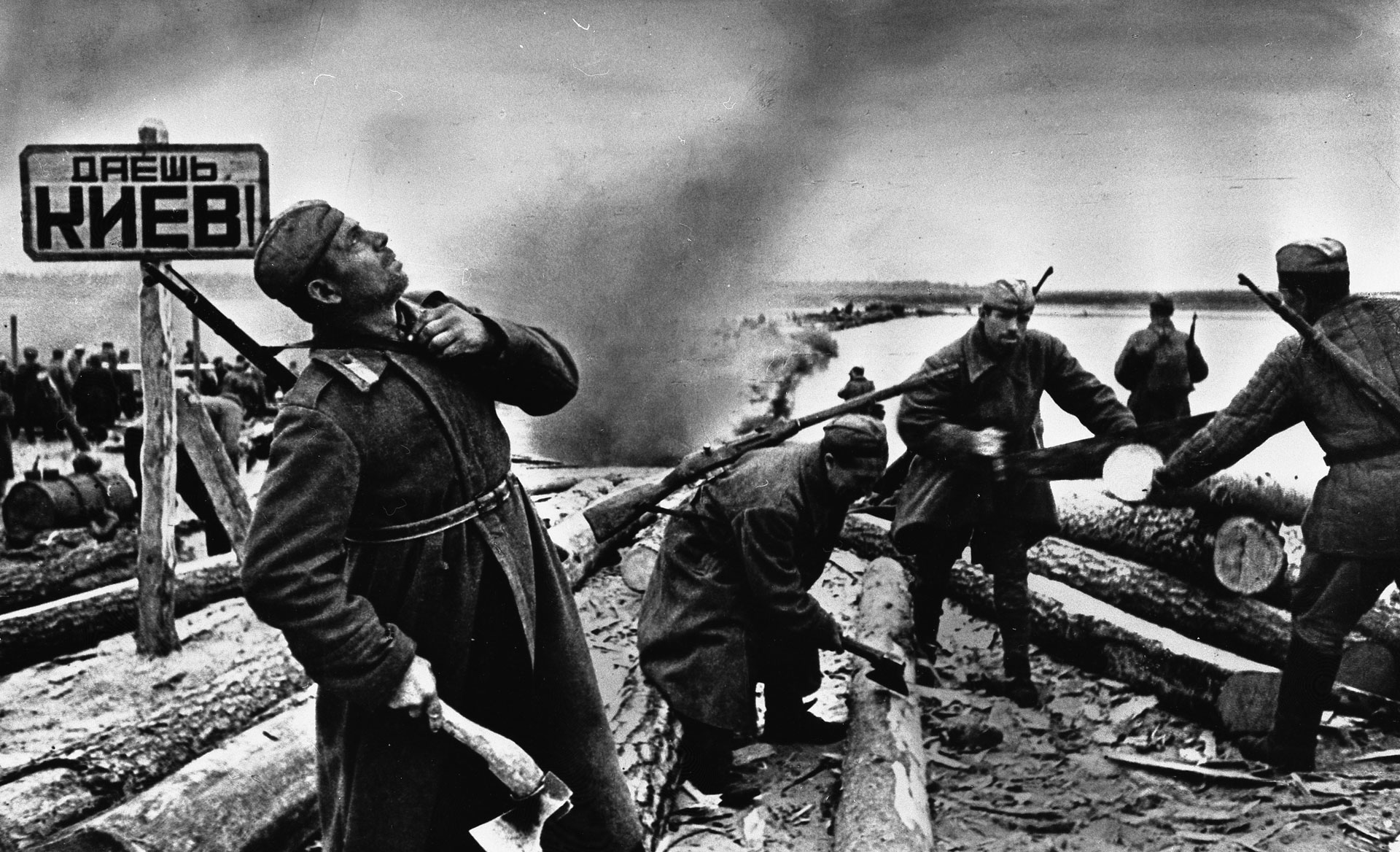
Směr Kyjev

Do poloviny října 1943 se podařilo v předmostích soustředit dostatek sovětských vojsk na to, aby mohl pokračovat útok na Němce. Rudá armáda podnikla mohutný útok, při němž odřízla německá vojska na Krymu. Předmostí u Burkiny asi 100 km jižně od Kyjeva bylo využito jinak. Sověti oklamali nepřítele, který zde soustředil velké síly a rozhodli se na Kyjev zaútočit odjinud. Na předmostí umístili dřevěné makety tanků, děla vedla rušivou palbu, měnila stanoviště, vysílalo se z více radiostanic a vytvářel se tak dojem příprav na útok. Jednotky určené k útoku na Kyjev se v utajení přesunuly na předmostí u vesnice Ljutež, odkud byl veden nečekaný útok, který skončil i za účasti 1. československého armádního sboru 6. listopadu 1943 osvobozením Kyjeva. Ofenzíva v listopadu pokračovala rychlým tempem i za Dněprem, Němcům se až počátkem prosince podařilo na několik týdnů stabilizovat frontu přibližně 100 km na západ od Dněpru a menší část ztraceného území včetně oblastního města Žitomir dokonce prudkými protiútoky dobýt dočasně zpět.

## Následky bitvy
Sovětským jednotkám se podařilo překročit Dněpr z chodu, čímž si zabezpečili dostatečnou rychlost postupu i v následujícím období. V důsledku této operace byl osvobozen Kyjev a začalo osvobozování zbytku pravobřežní Ukrajiny. Bitva demonstrovala nejen vytrvalost, nenáročnost a odhodláni Rudé armády, ale též sílu partyzánského hnutí, které útoky na železniční přepravu zkomplikovalo německému Wehrmachtu situaci. Úspěšná činnost sovětských vojsk zvýšila Stalinovu prestiž na Teheránské konferenci. Výše ztrát na obou stranách byla vysoká, jejich odhady se však velmi liší. Je to zejména v důsledku toho, že bitva měla poměrně dlouhé trvání, někteří do ní započítávají bitvu o Smolensk, někteří historikové pojímají střetnutí jen jako samotné překročení řeky Dněpr. V bitvě o Dněpr bylo vyznamenáno sovětským nejvyšším vyznamenáním Hrdina Sovětského svazu 2438 vojáků a důstojníků. V žádné jiné bitvě již takové množství vyznamenání nebylo uděleno.